# Bredy
Bredy (in russo Бреды?) è un villaggio della Russia che appartiene all'oblast' di Čeljabinsk; è il centro amministrativo del rajon Bredinskij.
Si trova nel sud della regione, 400 km a sud di Čeljabinsk. 